# Žula
Žuly (též granity) jsou hlubinné vyvřelé horniny obsahující v podstatném množství křemen a živce. Žuly jsou tvrdé, obvykle světlé, šedavě nebo bělavě zbarvené, někdy s modrým odstínem. Známé jsou ovšem také žlutavé, růžové a červené druhy. Struktura žul je stejnoměrně všesměrně zrnitá (eugranitická), občas porfyrické, hypidiomorfně zrnitá. Žulám jsou podobné granodiority.
Hustota žul se pohybuje kolem 2,8 g/cm³. Odlučnost žuly je kvádrovitá někde tlustě lavicovitá, vyskytuje se také sloupcovitá a kulovitá odlučnost, nepravidelně polyedrická odlučnost je typická pro zvrásněné oblasti.
Při větrání žul dochází k silnému zaoblování původních hran. Proto se lze setkat se zakulacenými tvary u balvanů i skal. V případě kvádrové odlučnosti vznikají balvany značných rozměrů. Žula má využití zejména jako odolný stavební materiál a jako okrasný obkladový materiál.

## Složení
Žula obsahuje v podstatném množství křemen a živce, přičemž draselný živec převládá nad plagioklasem. Tím se žula liší od granodioritu, u něhož převládá plagioklas. Z dalších minerálů bývá přítomen biotit, muskovit, turmalín, granát apod.

## Typy žul

Diagram QAPF – křemeny (Q), alkalické živce (A), plagioklasy (P) a foidy (F) a podíl tmavých minerálů (M).

### Podle vzniku
- I–typ žuly derivované tavením dříve existujících magmatických hornin.
- S–typ žuly vzniklé tavením původně sedimentárních hornin.
- A–typ žuly vzniklé ze zbytkových roztoků frakční krystalizace. Typické pro riftové zóny a stabilní kontinentální oblasti, anorogenní žula.
- M–typ žuly vzniklé diferenciací nejsvrchnějšího pláště. vyskytující se v oceánských ostrovních obloucích, jsou podobné svým složením I-typu.

### Podle složení a výskytu
- liberecká žula: hrubo až velkozrnná, šedorůžová
- brtnická žula: převážně středně až hrubozrnná, červená až oranžová
- rumburská žula: středně až hrubozrnná či drobnozrnná, šedomodrá
- stolpenská žula: střednězrnná, chudá na biotit
- königshainská žula: střednězrnná, modrošedá či žlutošedá
- míšeňská žula: střednezrnná, zmavě červená

Podle příměsí se rozeznávají biotitická žula, dvojslídá žula, amfibolická žula, amfibolicko-biotitická žula, apod. Porfyrová žula obsahuje větší porfyrické vyrostlice ortoklasu. Výlevným ekvivalentem žuly je ryolit, žilným ekvivalentem pak žulový porfyr.

## Výskyt
Žuly se vyskytují v hlubinných tělesech – plutony a pně. Budují i značně velká tělesa. Žuly jsou spolu s příbuznými granodiority nejrozšířenějšími hlubinnými vyvřelými horninami. V Česku se žuly vyskytují hojně ve středočeském a centrálním moldanubickém plutonu a prakticky ve všech hraničních pohořích.
Česko
- Český masív: Šumava, Novohradské hory, Český les, Smrčiny, Krušné hory, Jizerské hory, Krkonoše, Železné hory, Českomoravská vrchovina, Jeseníky, Krty (okres Rakovník)

Svět
- Německo: Smrčiny (Fichtelgebirge), Oberpfälzer Wald, Bayerischer Wald (Bavorský les), Schwarzwald, Odenwald, Lužice, Centrální Alpy
- Rakousko: Mühlviertel, Waldviertel
- Norsko
- Švédsko
- Finsko

## Původ pojmenování
Slovo žula pochází z německého Sohle (tj. podklad, podloží). V odborné terminologii se používá označení granit (z latinského slova granum, tj. zrnko), termín používaný k označení zrnitých, krystalických hornin. V literatuře jej poprvé použil Andrea Cesalpino v roce 1596.

## Využití
Žula se používá na sokly pomníků, na náhrobky, slouží jako stavební kámen pro liniové stavby (žulové kostky cest, dláždění luxusních chodníků a vnitřních prostor staveb) a v některých regionech jako běžný stavební kámen. Rozpukané žuly se používají na štěrk. Uplatnění nachází také jako materiál pro nosnou soustavu obráběcích strojů, kde je vysoce ceněná pro své materiálové vlastnosti.

## Galerie

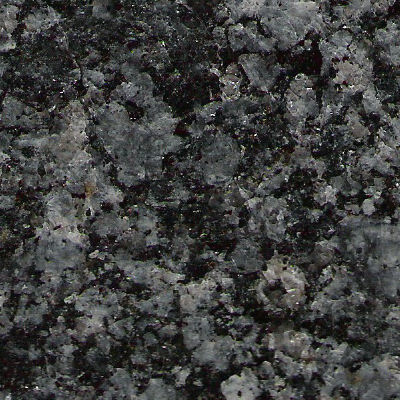
Žula Azul Noce, Španělsko
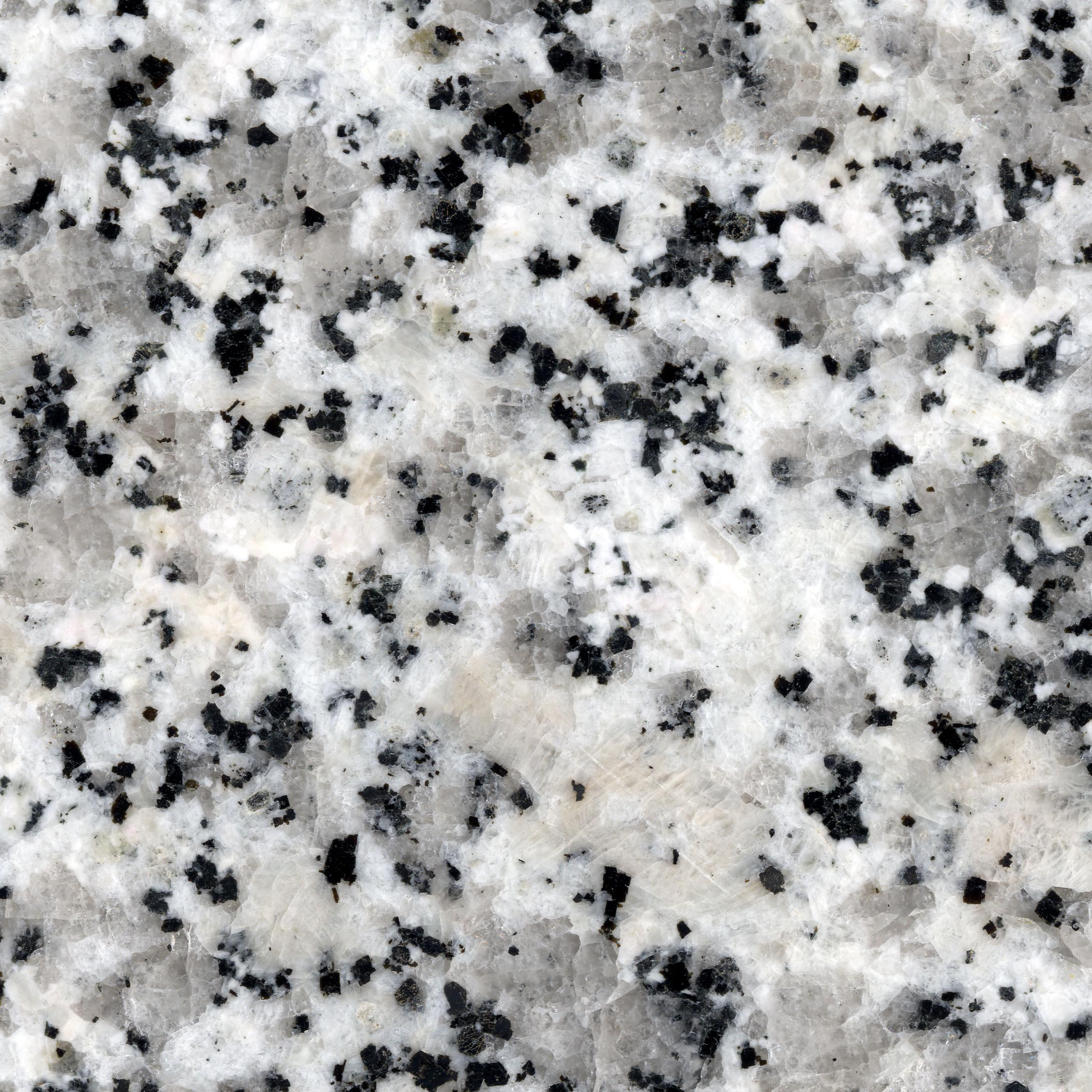
Žula Bianco Tarn, Francie
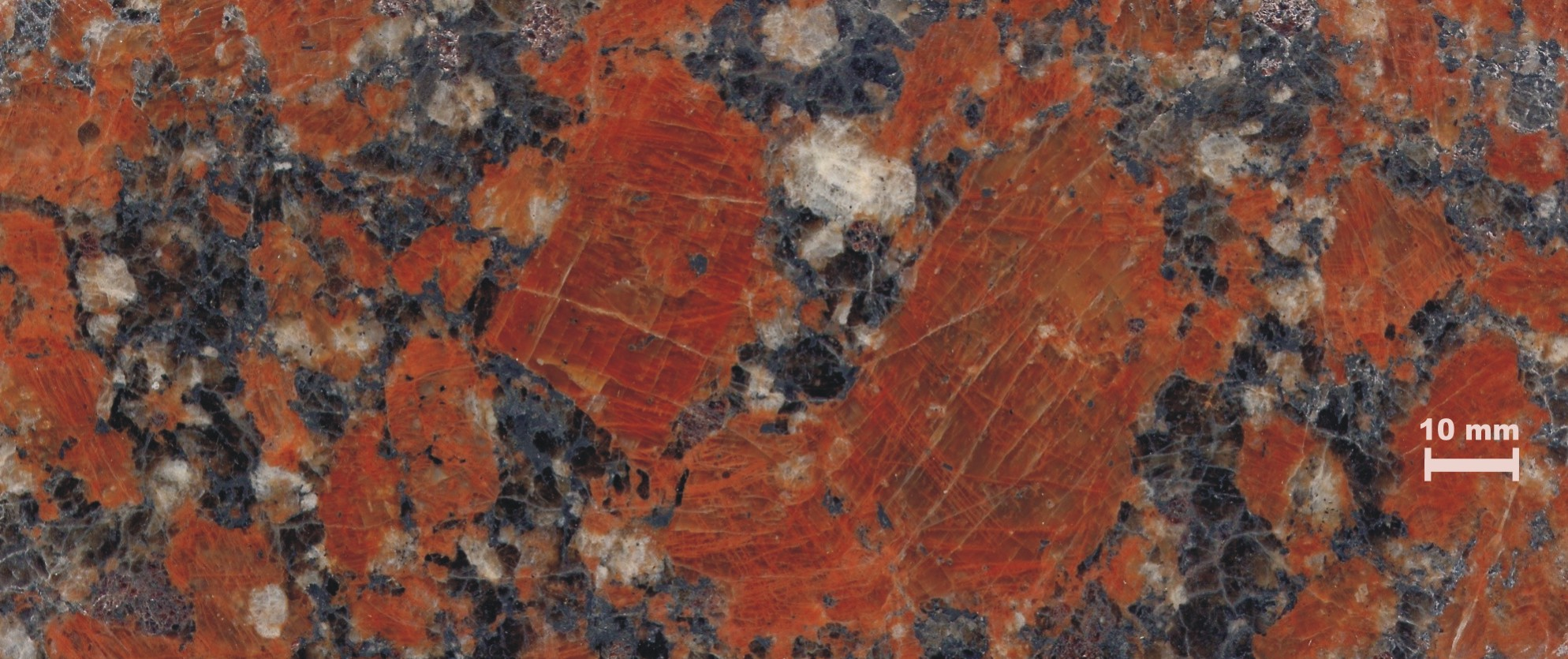
Žula Kapustino, Ukrajina
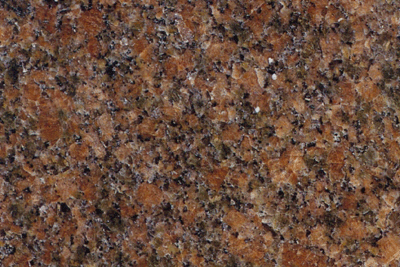
Žula Bohus Röd, Švédsko
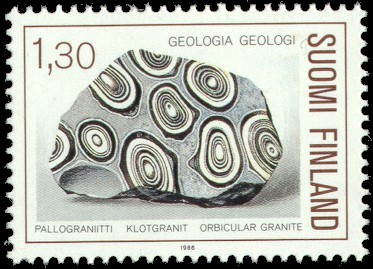
Granit s kulovitou stavbou na finské poštovní známce
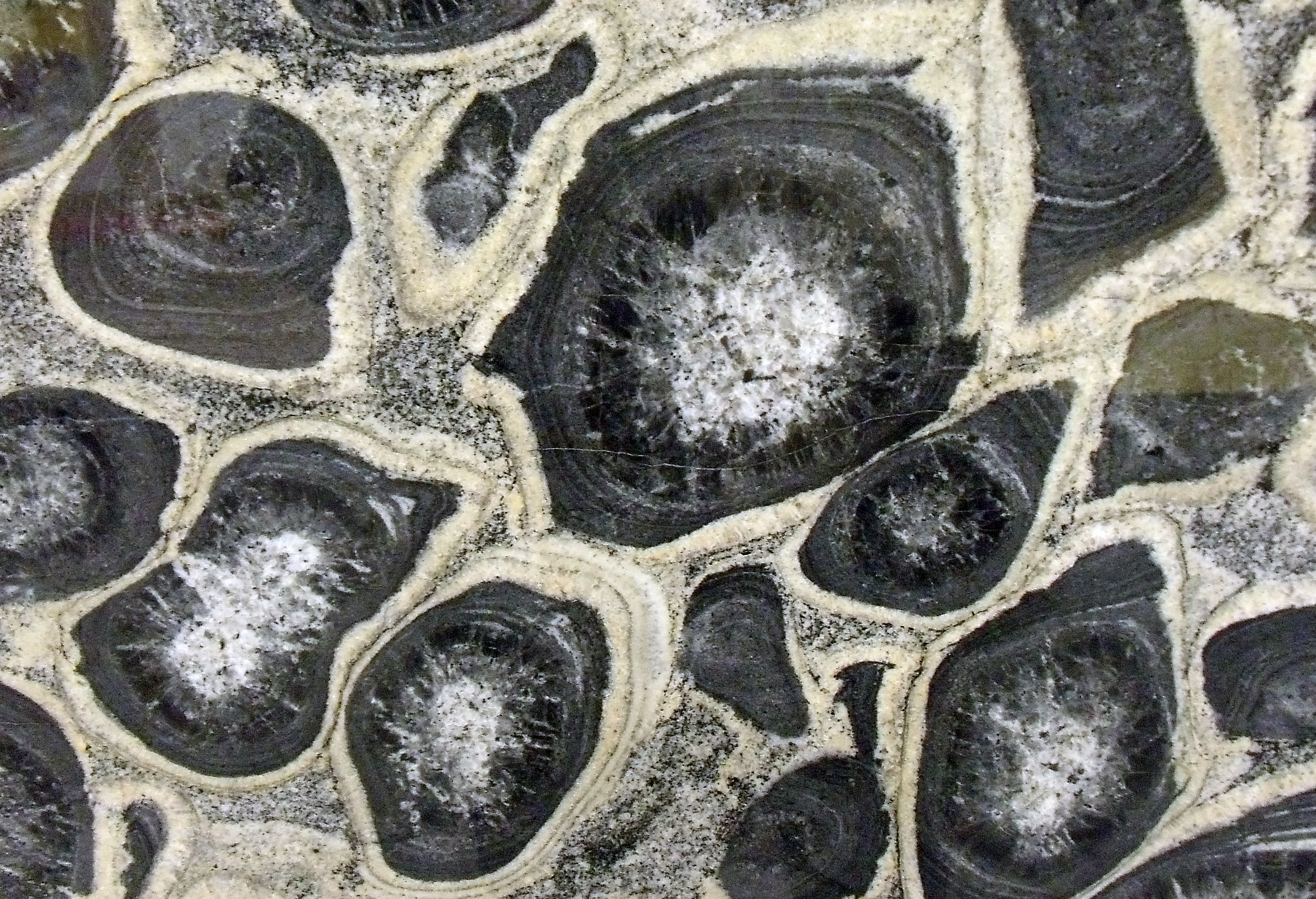
Žula s kulovitá textura, Finsko